# Neuer Weg 16 (Quedlinburg)

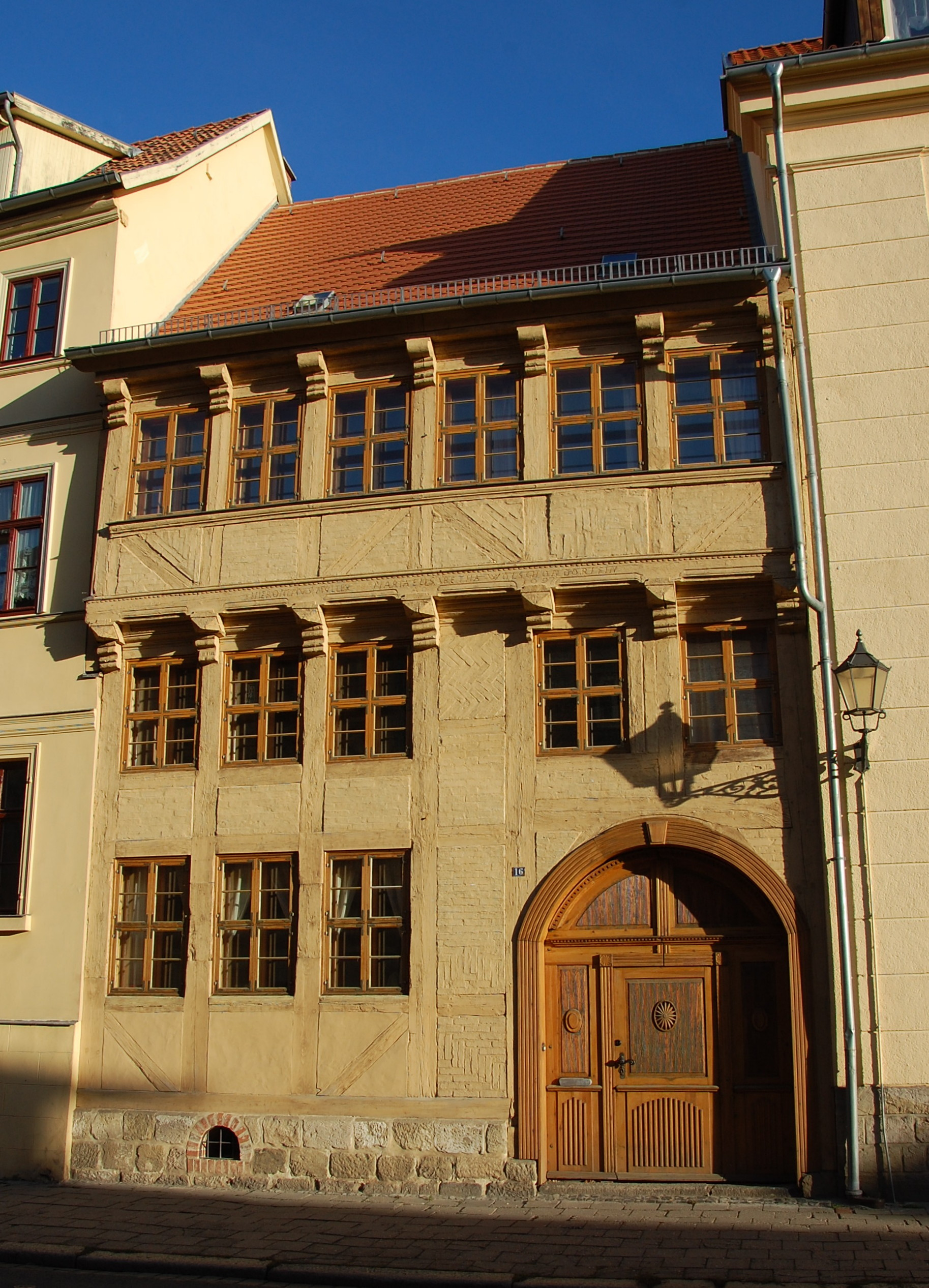
Haus Neuer Weg 16

Das Haus Neuer Weg 16 ist ein denkmalgeschütztes Gebäude in Quedlinburg in Sachsen-Anhalt.

## Lage
Das im Quedlinburger Denkmalverzeichnis als Ackerbürgerhaus eingetragene Gebäude befindet sich südlich der historischen Quedlinburger Altstadt, auf der Ostseite des Neuen Wegs. Nördlich grenzt das gleichfalls denkmalgeschützte Haus Neuer Weg 15, südlich das Haus Neuer Weg 17, 19 an.

## Architektur und Geschichte
Das Fachwerkhaus wurde nach einer Bauinschrift im Jahr 1697 in einem für die Bauzeit als traditionalistisch einzuschätzendem Stil gebaut. Als Verzierungen finden sich an der Fachwerkfassade profilierte Knaggen und ein Fries an der Stockschwelle. Darüber hinaus bestehen in den Gefachen Fußbänder. Auch die Brüstungsbohle ist profiliert. Das Erdgeschoss des Gebäudes ist in Ständerbauweise, das Geschoss darüber als Stockwerksbau errichtet. In der Südhälfte der Fassade befindet sich eine um 1820 entstandene Tordurchfahrt im Stil des Klassizismus. 